# Jorge de Oliveira Jobim
Jorge de Oliveira Jobim (São Gabriel, 23 de abril de 1889 — Rio de Janeiro, 19 de julho de 1935) foi um diplomata, jornalista, poeta e crítico literário brasileiro, conhecido também por ser o pai do músico Antônio Carlos Jobim.

## Biografia
Nascido no interior do Rio Grande do Sul, em uma família numerosa, Jorge era o filho mais novo do casal Francisco Martins de Oliveira Jobim (1831-1891), natural de Rio Pardo, e de Antônia Cândida da Trindade Jobim  (1840-1908), natural de São Gabriel.  
Depois de se bacharelar em Direito pela Faculdade Livre de Direito de Porto Alegre, Jorge Jobim se tornou diplomata e assumiu, em maio de 1918, o posto de segundo-secretário de Legação no Equador. Apesar de ter sido transferido, mais tarde, para países como Chile, Peru e Argentina, não tomou posse de nenhum desses postos. Abdicou da carreira diplomática para ser inspetor de ensino do Ministério da Educação.
Em 1926, Jorge casou-se com Nilza Brasileiro de Almeida, vinte e um anos mais nova do que ele. Tiveram dois filhos: Antônio Carlos em 1927 e Helena Isaura em 1931. Mais conhecido pelo seu nome artístico Tom Jobim, foi um compositor, pianista, violonista, arranjador, Flautista e cantor brasileiro. O casamento era turbulento devido ao temperamento ciumento e possessivo de Jorge, e os dois se separaram duas vezes.
Em vida, Jorge Jobim publicou dois livros de poesia, Colmeia Cristã e Poesias. Deixou também a coletânea Poetas Brasileiros, de dois volumes, criada em parceria com seu amigo Alberto de Oliveira, bem como a coleção Minha Infância – Os Mais Lindos Contos para Crianças, reunindo contos de autores consagrados como Eça de Queiroz, Coelho Neto, Leon Tolstoi, Selma Lagerlof, Oscar Wilde e Hans Christian Andersen.
Jorge Jobim faleceu vítima de parada cardíaca aos quarenta e seis anos, enquanto internado na Casa de Saúde Dr. Eiras, no bairro Botafogo. O atestado de óbito foi assinado por seu sobrinho, o médico Januário Jobim Bittencourt (irmão de Raul Jobim Bittencourt). Era residente no n° 70 da Rua Victorio da Costa, no bairro Humaitá. Apesar do boato de que ele teria cometido suicídio, sua filha Helena Jobim acredita que o motivo foi uma overdose de morfina, que à época era utilizada como antidepressivo. 